# Paume
Pour les articles homonymes, voir Paume (homonymie).

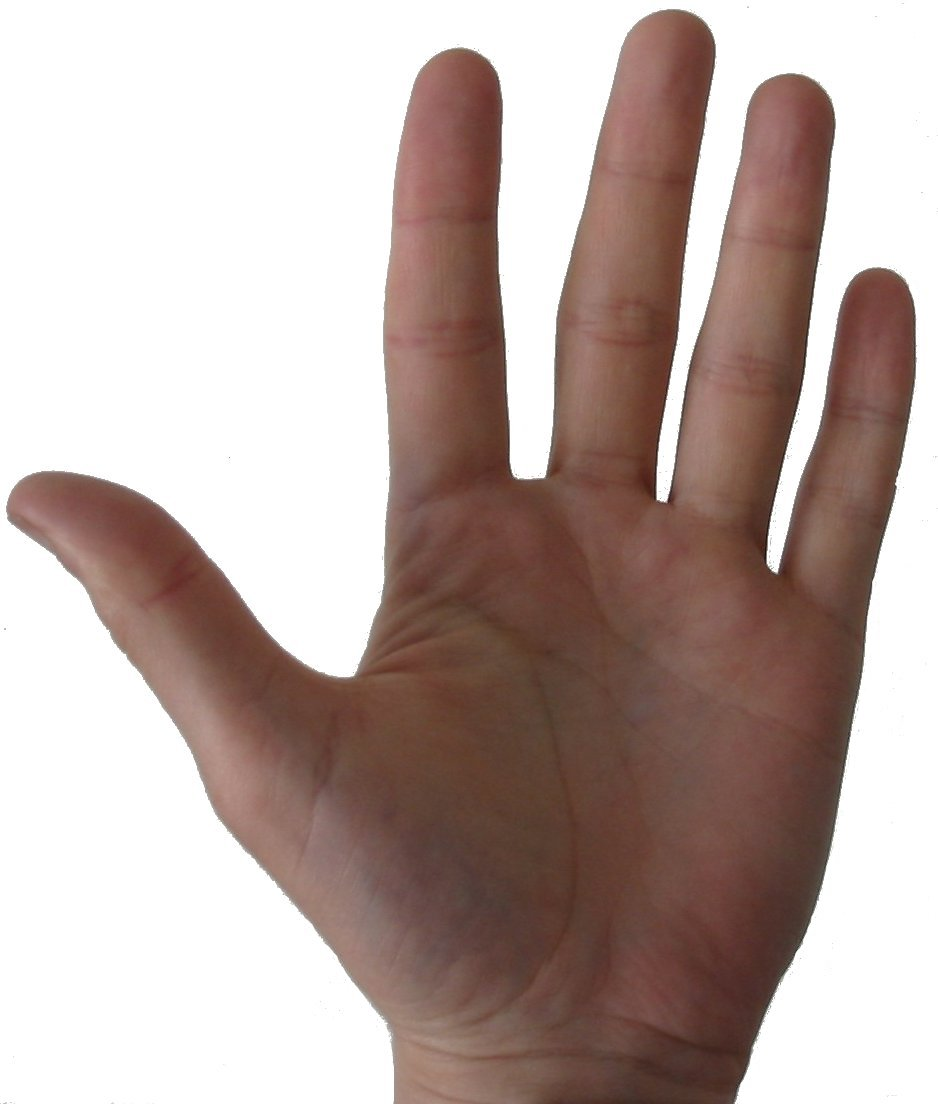
Paume d'une main gauche.

La paume de la main (ou région palmaire) désigne l'intérieur de la main, c'est-à-dire la partie qui n'est pas visible lorsque la main est fermée. Celle-ci est marquée par trois rides profondes, présentes dès la naissance, appelées lignes de la main : deux sont plus marquées lorsqu'on plie la paume, ce sont les « plis de flexion palmaire » .
D'un point de vue anatomique, c'est l'ensemble des parties molles situées en avant des os de la main et dans les espaces intermétacarpiens.